# Campionati mondiali di sci alpino 2019 - Supergigante femminile
Il superigante femminile ai campionati mondiali di sci alpino 2019 si è svolto il 5 febbraio 2019 ad Åre, in Svezia: la gara è stata vinta da Mikaela Shiffrin.

## Podio
| Pos. | Atleta           | Nazione     |
| ---- | ---------------- | ----------- |
|      | Mikaela Shiffrin | Stati Uniti |
|      | Sofia Goggia     | Italia      |
|      | Corinne Suter    | Svizzera    |

## Dati tecnici
- Data: martedì 5 febbraio 2019
- Ora: 12.30 (UTC+1)
- Pista: Olympia
- Partenza: 898 m s.l.m.
- Arrivo: 396 m s.l.m.
- Dislivello: 502 m
- Tracciatore: Roland Platzer (Svizzera)

## Risultati
| Pos. | Pettorale | Atleta                  | Nazionalità   | Tempo   | Ritardo |
| ---- | --------- | ----------------------- | ------------- | ------- | ------- |
| 1    | 15        | Mikaela Shiffrin        | Stati Uniti   | 1:04,89 | -       |
| 2    | 3         | Sofia Goggia            | Italia        | 1:04,91 | +0,02   |
| 3    | 4         | Corinne Suter           | Svizzera      | 1:04,94 | +0,05   |
| 4    | 19        | Viktoria Rebensburg     | Germania      | 1:04,96 | +0,07   |
| 5    | 12        | Nadia Fanchini          | Italia        | 1:05,03 | +0,14   |
| 6    | 13        | Ragnhild Mowinckel      | Norvegia      | 1:05,05 | +0,16   |
| 7    | 8         | Francesca Marsaglia     | Italia        | 1:05,13 | +0,24   |
| 8    | 11        | Ilka Štuhec             | Slovenia      | 1:05,15 | +0,26   |
| 9    | 5         | Lara Gut                | Svizzera      | 1:05,37 | +0,48   |
| 10   | 17        | Federica Brignone       | Italia        | 1:05,43 | +0,54   |
| 11   | 7         | Nicole Schmidhofer      | Austria       | 1:05,58 | +0,69   |
| 12   | 10        | Tamara Tippler          | Austria       | 1:05,61 | +0,72   |
| 13   | 24        | Kajsa Vickhoff Lie      | Norvegia      | 1:05,82 | +0,93   |
| 14   | 6         | Wendy Holdener          | Svizzera      | 1:05,99 | +1,10   |
| 15   | 18        | Ramona Siebenhofer      | Austria       | 1:06,08 | +1,19   |
| 16   | 2         | Tessa Worley            | Francia       | 1:06,48 | +1,59   |
| 17   | 20        | Romane Miradoli         | Francia       | 1:06,53 | +1,64   |
| 18   | 23        | Kira Weidle             | Germania      | 1:06,60 | +1,71   |
| 19   | 27        | Valérie Grenier         | Canada        | 1:06,67 | +1,78   |
| 20   | 28        | Lisa Hörnblad           | Svezia        | 1:06,87 | +1,98   |
| 21   | 25        | Marie-Michèle Gagnon    | Canada        | 1:06,91 | +2,02   |
| 22   | 37        | Alice Merryweather      | Stati Uniti   | 1:07,22 | +2,33   |
| 23   | 26        | Tiffany Gauthier        | Francia       | 1:07,34 | +2,45   |
| 24   | 36        | Kateřina Pauláthová     | Rep. Ceca     | 1:07,42 | +2,53   |
| 25   | 42        | Greta Small             | Australia     | 1:07,44 | +2,55   |
| 26   | 41        | Ida Dannewitz           | Svezia        | 1:07,63 | +2,74   |
| 27   | 29        | Ester Ledecká           | Rep. Ceca     | 1:07,69 | +2,80   |
| 28   | 43        | Ania Monica Caill       | Romania       | 1:10,29 | +5,40   |
| 29   | 45        | Sarah Schleper          | Messico       | 1:10,85 | +5,96   |
| -    | 1         | Jasmine Flury           | Svizzera      | DNF     | DNF     |
| -    | 9         | Tina Weirather          | Liechtenstein | DNF     | DNF     |
| -    | 14        | Stephanie Venier        | Australia     | DNF     | DNF     |
| -    | 16        | Lindsey Vonn            | Stati Uniti   | DNF     | DNF     |
| -    | 21        | Laurenne Ross           | Stati Uniti   | DNF     | DNF     |
| -    | 22        | Michaela Wenig          | Germania      | DNF     | DNF     |
| -    | 30        | Christina Ager          | Austria       | DNF     | DNF     |
| -    | 32        | Meike Pfister           | Germania      | DNF     | DNF     |
| -    | 33        | Julija Pleškova         | Russia        | DNF     | DNF     |
| -    | 34        | Maryna Gąsienica-Daniel | Polonia       | DNF     | DNF     |
| -    | 35        | Aleksandra Prokopyeva   | Russia        | DNF     | DNF     |
| -    | 38        | Nevena Ignjatović       | Serbia        | DNF     | DNF     |
| -    | 39        | Lin Ivarsson            | Svezia        | DNF     | DNF     |
| -    | 40        | Helena Rapaport         | Svezia        | DNF     | DNF     |
| -    | 31        | Roni Remme              | Canada        | DNS     | DNS     |
| -    | 44        | Alexandra Coletti       | Monaco        | DNS     | DNS     |